# Distretto di Congtai
Il distretto di Congtai (丛台区S, Cóngtái QūP) è un distretto della Cina, situato nella provincia di Hebei e amministrato dalla prefettura di Handan.